# 8020 Erzgebirge
A 8020 Erzgebirge (ideiglenes jelöléssel 1990 TV13) a Naprendszer kisbolygóövében található aszteroida. Freimut Börngen és Lutz D. Schmadel fedezte fel 1990. október 14-én.